# FA Cup 1912-1913
La FA Cup 1912-1913 fu la quarantaduesima edizione del torneo calcistico più vecchio del mondo. Vinse per la quinta volta l'Aston Villa.

## Calendario
| Round                           | Data                     |
| ------------------------------- | ------------------------ |
| Turno extra-preliminare         | Sabato 14 settembre 1912 |
| Turno preliminare               | Sabato 28 settembre 1912 |
| Primo turno di qualificazione   | Sabato 12 ottobre 1912   |
| Secondo turno di qualificazione | Sabato 2 novembre 1912   |
| Terzo turno di qualificazione   | Sabato 16 novembre 1912  |
| Quarto turno di qualificazione  | Sabato 30 novembre 1912  |
| Quinto turno di qualificazione  | Sabato 14 dicembre 1912  |
| Primo turno                     | Sabato 11 gennaio 1913   |
| Secondo turno                   | Sabato 1º febbraio 1913  |
| Terzo turno                     | Sabato 22 febbraio 1913  |
| Quarto turno                    | Sabato 8 marzo 1913      |
| Semifinali                      | Sabato 29 marzo 1913     |
| Finale                          | Sabato 19 aprile 1913    |

## Primo turno
| N. partita | Squadra casa            | Punteggio | Squadra trasferta      | Data            |
| ---------- | ----------------------- | --------- | ---------------------- | --------------- |
| 1          | Chesterfield            | 1-4       | Nottingham Forest      | 18 gennaio 1913 |
| 2          | Liverpool               | 3-0       | Bristol City           | 15 gennaio 1913 |
| 3          | Rochdale                | 0-2       | Swindon Town           | 11 gennaio 1913 |
| 4          | South Shields           | 0-1       | Gainsborough Trinity   | 18 gennaio 1913 |
| 5          | Southampton             | 1-1       | Bury                   | 11 gennaio 1913 |
| Replay     | Bury                    | 2-1       | Southampton            | 15 gennaio 1913 |
| 6          | Stoke                   | 2-2       | Reading                | 16 gennaio 1913 |
| Replay     | Reading                 | 3-0       | Stoke                  | 22 gennaio 1913 |
| 7          | Gillingham              | 0-0       | Barnsley               | 11 gennaio 1913 |
| Replay     | Barnsley                | 3-1       | Gillingham             | 16 gennaio 1913 |
| 8          | Blackburn               | 7-2       | Northampton Town       | 18 gennaio 1913 |
| 9          | Sheffield Wednesday     | 5-1       | Grimsby Town           | 16 gennaio 1913 |
| 10         | Wolverhampton Wanderers | 3-1       | London Caledonians     | 18 gennaio 1913 |
| 11         | West Bromwich Albion    | 1-1       | West Ham United        | 13 gennaio 1913 |
| Replay     | West Ham United         | 2-2       | West Bromwich Albion   | 16 gennaio 1913 |
| Replay     | West Ham United         | 3-0       | West Bromwich Albion   | 22 gennaio 1913 |
| 12         | Sunderland              | 6-0       | Clapton Orient         | 11 gennaio 1913 |
| 13         | Derby County            | 1-3       | Aston Villa            | 15 gennaio 1913 |
| 14         | Everton                 | 5-1       | Stockport County       | 15 gennaio 1913 |
| 15         | Leicester Fosse         | 1-4       | Norwich City           | 16 gennaio 1913 |
| 16         | Newcastle United        | 1-0       | Bradford City          | 16 gennaio 1913 |
| 17         | Tottenham Hotspur       | 1-1       | Blackpool              | 11 gennaio 1913 |
| Replay     | Tottenham Hotspur       | 6-1       | Blackpool              | 16 gennaio 1913 |
| 18         | Manchester City         | 4-0       | Birmingham             | 11 gennaio 1913 |
| 19         | Queens Park Rangers     | 4-2       | Halifax Town           | 11 gennaio 1913 |
| 20         | Fulham                  | 0-2       | Hull City              | 11 gennaio 1913 |
| 21         | Bristol Rovers          | 2-0       | Notts County           | 11 gennaio 1913 |
| 22         | Portsmouth              | 1-2       | Brighton & Hove Albion | 15 gennaio 1913 |
| 23         | Manchester United       | 1-1       | Coventry City          | 11 gennaio 1913 |
| Replay     | Coventry City           | 1-2       | Manchester United      | 16 gennaio 1913 |
| 24         | Plymouth Argyle         | 2-0       | Preston North End      | 11 gennaio 1913 |
| 25         | Millwall                | 0-0       | Middlesbrough          | 11 gennaio 1913 |
| Replay     | Middlesbrough           | 4-1       | Millwall               | 15 gennaio 1913 |
| 26         | Leeds City              | 2-3       | Burnley                | 15 gennaio 1913 |
| 27         | Oldham Athletic         | 2-0       | Bolton Wanderers       | 11 gennaio 1913 |
| 28         | Crystal Palace          | 2-0       | Glossop                | 11 gennaio 1913 |
| 29         | Chelsea                 | 5-2       | Southend United        | 11 gennaio 1913 |
| 30         | Croydon Common          | 0-0       | Woolwich Arsenal       | 11 gennaio 1913 |
| Replay     | Woolwich Arsenal        | 2-1       | Croydon Common         | 15 gennaio 1913 |
| 31         | Bradford Park Avenue    | 1-1       | Barrow                 | 15 gennaio 1913 |
| Replay     | Bradford Park Avenue    | 1-0       | Barrow                 | 22 gennaio 1913 |
| 32         | Huddersfield Town       | 3-1       | Sheffield United       | 15 gennaio 1913 |

## Secondo turno
| N. partita | Squadra casa           | Punteggio | Squadra trasferta       | Data             |
| ---------- | ---------------------- | --------- | ----------------------- | ---------------- |
| 1          | Burnley                | 4-1       | Gainsborough Trinity    | 1º febbraio 1913 |
| 2          | Reading                | 1-0       | Tottenham Hotspur       | 1º febbraio 1913 |
| 3          | Aston Villa            | 5-0       | West Ham United         | 1º febbraio 1913 |
| 4          | Middlesbrough          | 3-2       | Queens Park Rangers     | 1º febbraio 1913 |
| 5          | Sunderland             | 2-0       | Manchester City         | 5 febbraio 1913  |
| 6          | Woolwich Arsenal       | 1-4       | Liverpool               | 1º febbraio 1913 |
| 7          | Barnsley               | 2-3       | Blackburn               | 1º febbraio 1913 |
| 8          | Bristol Rovers         | 1-1       | Norwich City            | 1º febbraio 1913 |
| Replay     | Norwich City           | 2-2       | Bristol Rovers          | 6 febbraio 1913  |
| Replay     | Bristol Rovers         | 1-0       | Norwich City            | 10 febbraio 1913 |
| 9          | Brighton & Hove Albion | 0-0       | Everton                 | 1º febbraio 1913 |
| Replay     | Everton                | 1-0       | Brighton & Hove Albion  | 5 febbraio 1913  |
| 10         | Plymouth Argyle        | 0-2       | Manchester United       | 1º febbraio 1913 |
| 11         | Hull City              | 0-0       | Newcastle United        | 1º febbraio 1913 |
| Replay     | Newcastle United       | 3-0       | Hull City               | 5 febbraio 1913  |
| 12         | Oldham Athletic        | 5-1       | Nottingham Forest       | 1º febbraio 1913 |
| 13         | Crystal Palace         | 2-0       | Bury                    | 1º febbraio 1913 |
| 14         | Chelsea                | 1-1       | Sheffield Wednesday     | 1º febbraio 1913 |
| Replay     | Sheffield Wednesday    | 6-0       | Chelsea                 | 5 febbraio 1913  |
| 15         | Bradford Park Avenue   | 3-0       | Wolverhampton Wanderers | 1º febbraio 1913 |
| 16         | Huddersfield Town      | 1-2       | Swindon Town            | 1º febbraio 1913 |

## Terzo turno
| N. partita | Squadra casa         | Punteggio | Squadra trasferta   | Data             |
| ---------- | -------------------- | --------- | ------------------- | ---------------- |
| 1          | Burnley              | 3-1       | Middlesbrough       | 22 febbraio 1913 |
| 2          | Liverpool            | 1-1       | Newcastle United    | 22 febbraio 1913 |
| Replay     | Newcastle United     | 1-0       | Liverpool           | 26 febbraio 1913 |
| 3          | Reading              | 1-2       | Blackburn           | 22 febbraio 1913 |
| 4          | Aston Villa          | 5-0       | Crystal Palace      | 22 febbraio 1913 |
| 5          | Sunderland           | 4-2       | Swindon Town        | 22 febbraio 1913 |
| 6          | Bristol Rovers       | 0-4       | Everton             | 22 febbraio 1913 |
| 7          | Oldham Athletic      | 0-0       | Manchester United   | 22 febbraio 1913 |
| Replay     | Manchester United    | 1-2       | Oldham Athletic     | 26 febbraio 1913 |
| 8          | Bradford Park Avenue | 2-1       | Sheffield Wednesday | 22 febbraio 1913 |

## Quarto turno
| N. partita | Squadra casa         | Punteggio | Squadra trasferta | Data          |
| ---------- | -------------------- | --------- | ----------------- | ------------- |
| 1          | Blackburn            | 0-1       | Burnley           | 8 marzo 1913  |
| 2          | Sunderland           | 0-0       | Newcastle United  | 8 marzo 1913  |
| Replay     | Newcastle United     | 2-2       | Sunderland        | 12 marzo 1913 |
| Replay     | Newcastle United     | 0-3       | Sunderland        | 17 marzo 1913 |
| 3          | Everton              | 0-1       | Oldham Athletic   | 8 marzo 1913  |
| 4          | Bradford Park Avenue | 0-5       | Aston Villa       | 8 marzo 1913  |

## Semifinali
| N. partita | Squadra casa | Punteggio | Squadra trasfertaa | Data          | Stadio       | Città      |
| ---------- | ------------ | --------- | ------------------ | ------------- | ------------ | ---------- |
| 1          | Sunderland   | 0-0       | Burnley            | 29 marzo 1913 | Bramall Lane | Sheffield  |
| Replay     | Sunderland   | 3-2       | Burnley            | 2 aprile 1913 | St. Andrew's | Birmingham |
| 2          | Aston Villa  | 1-0       | Oldham Athletic    | 29 marzo 1913 | Ewood Park   | Blackburn  |

## Finale
| Arbitro: | A. Adams |

|                  |           |  |
| Tommy Barber 78’ | Marcatori |  |